# 納莫努伊托環礁
08°40′00″N 150°00′00″E / 8.66667°N 150.00000°E
納莫努伊托環礁是西太平洋島國密克羅尼西亞聯邦的環礁，屬於加羅林群島的一部分，位於楚克西北170公里，由12個島嶼組成，長88公里、寬52公里，土地面積4.38平方公里，潟湖面積1,874.9平方公里，2009年人口1,341。

## 外部連結
- Sailing Directions (enroute), page 263 （页面存档备份，存于）
- exact islet coordinates
- historic census data, population densities